# Zac Rinaldo
Zac Rinaldo (* 15. Juni 1990 in Mississauga, Ontario) ist ein ehemaliger kanadischer Eishockeyspieler, der im Verlauf seiner aktiven Karriere zwischen 2007 und 2021 unter anderem 393 Spiele für die Philadelphia Flyers, Boston Bruins, Arizona Coyotes, Nashville Predators und Calgary Flames in der National Hockey League (NHL) auf der Position des rechten Flügelstürmers bestritten hat.

## Karriere

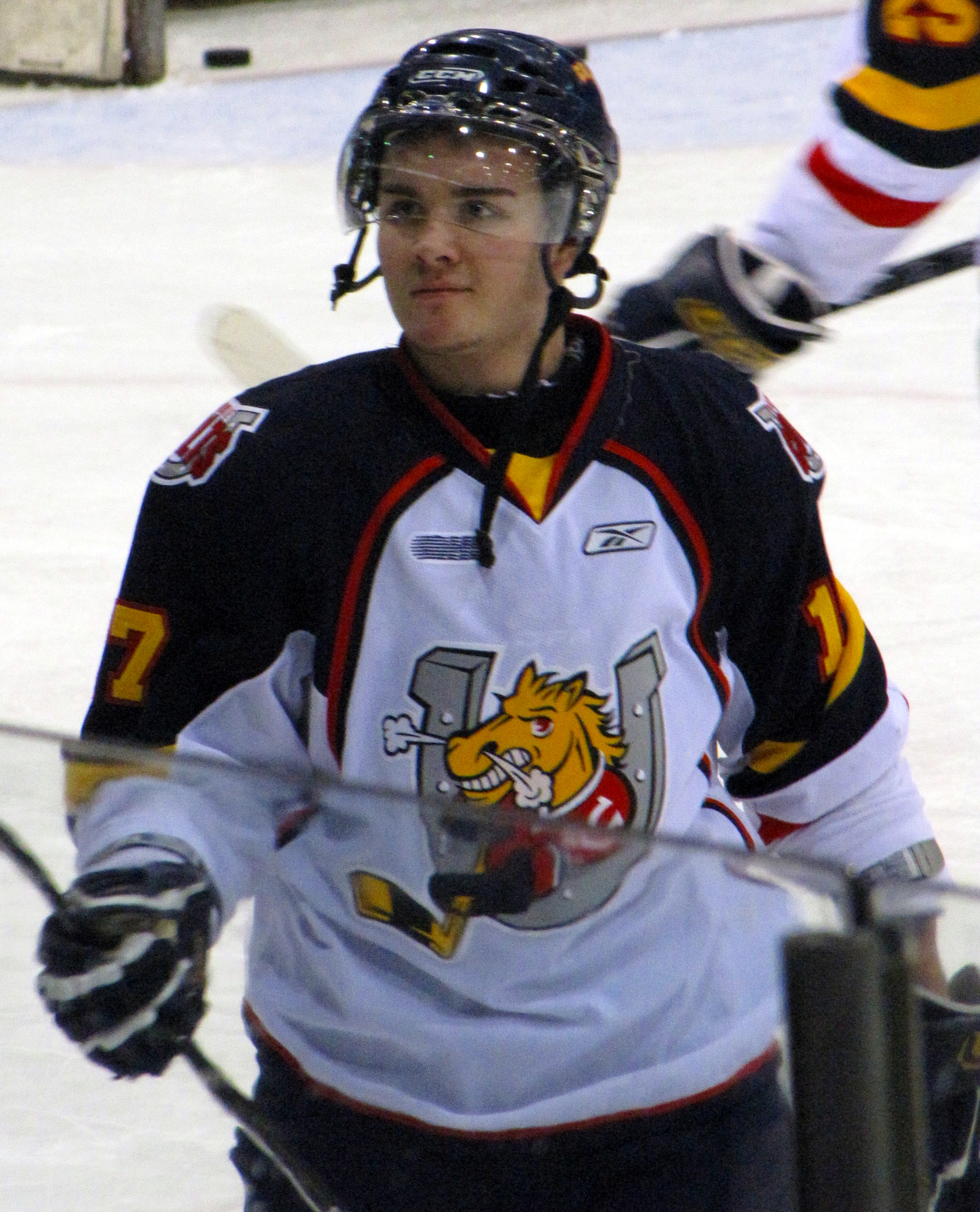
Rinaldo im Trikot der Barrie Colts (2010)

Zac Rinaldo gehörte ab der Saison 2007/08 zum Stammkader der Mississauga St. Michael’s Majors aus der Ontario Hockey League, bei denen er sich schnell durch sein körperbetontes Spiel auszeichnete. Beim NHL Entry Draft 2008 wurde der Kanadier in der sechsten Runde an insgesamt 178. Position von den Philadelphia Flyers ausgewählt. Nach insgesamt 107 Partien für die St. Michael’s Majors wurde Rinaldo am 6. Januar 2009 im Tausch gegen Kale Kerbashian zu den London Knights transferiert. Der Flügelspieler absolvierte in der regulären Saison der OHL-Spielzeit 2008/09 56 Partien, dabei erhielt er 201 Strafminuten; mehr als jeder andere Spieler der OHL.
Am 11. August 2009 unterschrieb Zac Rinaldo einen Einstiegsvertrag bei den Flyers. Nach 34 Partien für die Knights in der Spielzeit 2009/10 wurde der Stürmer am 9. Januar 2010 im Tausch gegen Chris DeSousa zu den Barrie Colts transferiert. Rinaldo beendete die Saison 2009/10 mit insgesamt 255 Strafminuten und war damit wie in der Vorsaison der am Häufigsten bestrafte Spieler der Ontario Hockey League. In der Saison 2010/11 der American Hockey League gehörte der Spieler zum Stammpersonal von Philadelphias Farmteam Adirondack Phantoms. Rinaldo stellte am Ende der Spielzeit mit 331 Strafminuten einen teaminternen Rekord auf; ligaweit hatte in dieser Saison nur Pierre-Luc Létourneau-Leblond mit 334 Strafminuten eine höhere Anzahl. Nach Ende der regulären AHL-Saison wurde er für zwei NHL-Playoff-Partien in den Kader der Philadelphia Flyers berufen.
Nach fünf Einsätzen für die Flyers zu Beginn der NHL-Saison 2011/12 wurde Rinaldo zurück zu den Phantoms geschickt. Der Flügelstürmer absolvierte vier Partien für Philadelphias AHL-Farmteam, bevor er zurück in den NHL-Kader berufen wurde. In der Folge erspielte sich Rinaldo einen Stammplatz im Kader der Philadelphia Flyers. Auch in der NHL blieb Zac Rinaldo seiner harten Spielweise treu und sammelte in den 66 Partien, die er in der regulären Saison zum Einsatz kam, 232 Strafminuten. Damit war er hinter Derek Dorsett der am Zweithäufigsten bestrafte Spieler der National Hockey League. Zusätzlich erhielt er in fünf Play-off-Partien 48 Strafminuten. Darüber hinaus wurde Rinaldo in seiner Rookiesaison in der NHL am 13. Februar 2012 nach einem regelwidrigen Check gegen Jonathan Ericsson von der Liga für zwei Spiele gesperrt.
Im Juni 2015 gaben ihn die Flyers an die Boston Bruins ab, die ihrerseits ein Drittrunden-Wahlrecht für den NHL Entry Draft 2017 nach Philadelphia transferierten. Für Boston lief der Angreifer nur in der Spielzeit 2015/16 regelmäßig in der NHL auf und schloss sich schließlich im Juli 2017 als Free Agent den Arizona Coyotes an. In gleicher Weise wechselte Rinaldo im Juli 2018 zu den Nashville Predators, im September 2019 zu den Calgary Flames sowie im August 2021 zu den Columbus Blue Jackets. Rinaldo gehörte zu Beginn der Trainingscamps der NHL-Teams im September zu den wenigen noch ungeimpften Spielern in der gesamten Liga. Die Blue Jackets verweigerten ihm daraufhin die Teilnahme an der Saisonvorbereitung und schickten ihn über den Waiver zu ihrem Farmteam Cleveland Monsters. Da gemäß Festlegung der AHL auch in dieser Liga alle Spieler geimpft sein müssen, blieb er somit das gesamte Spieljahr 2021/22 ohne Pflichtspieleinsatz. Anschließend wurde sein im Juli 2022 auslaufender Vertrag nicht verlängert und der 32-Jährige beendete daraufhin seine aktive Karriere.

## Karrierestatistik
(Legende zur Spielerstatistik: Sp oder GP = absolvierte Spiele; T oder G = erzielte Tore; V oder A = erzielte Assists; Pkt oder Pts = erzielte Scorerpunkte; SM oder PIM = erhaltene Strafminuten; +/− = Plus/Minus-Bilanz; PP = erzielte Überzahltore; SH = erzielte Unterzahltore; GW = erzielte Siegtore; 1 Play-downs/Relegation; Kursiv: Statistik nicht vollständig)